# Jacqueline Moreau
Jacqueline Moreau (* 11. Oktober 1929 in Ancenis, Loire-Atlantique) ist eine französische Kostümbildnerin.

## Leben
Mit dem Regisseur Jacques Demy, mit dem sie seit ihrer Kindheit befreundet war, besuchte Moreau die École supérieure des beaux-arts in Nantes, wo sie ihren späteren Ehemann, den Szenenbildner Bernard Evein, kennenlernte. Am Institut des hautes études cinématographiques (IDHEC) schloss sie ein Studium im Fach Kostümbild mit Diplom ab. Als Kostümbildnerin sammelte Moreau zunächst Erfahrungen beim Theater und an der Oper, ehe sie ab 1954 auch beim Film Anstellung fand. Bei ihrer ersten Filmproduktion entwarf sie Kostüme für Fernandel als Ali Baba in der gleichnamigen Filmkomödie von Jacques Becker. Mit Der große Verführer folgte 1956 eine weitere Fernandel-Komödie. 1961 entwarf sie Kostüme für Jean-Luc Godards Eine Frau ist eine Frau mit Anna Karina in der Rolle einer Striptease-Tänzerin. Drei Jahre später betraute sie Jacques Demy mit dem Kostümbild seines Films Die Regenschirme von Cherbourg, für den ihr Ehemann Bernard Evein die Filmbauten schuf. Noch im selben Jahr kam sie bei der US-amerikanischen Produktion Leih mir deinen Mann zum Einsatz, in der Jack Lemmon und Romy Schneider die Hauptrollen spielten. 1967 arbeitete Moreau mit Demy und Evein für Die Mädchen von Rochefort erneut zusammen. Unter der Regie von John Frankenheimer war sie bei dem Film Die Steppenreiter (1971) abermals an einer US-Produktion beteiligt.
Mit dem Historienfilm Wenn das Fest beginnt … begann 1975 Moreaus vielfache Zusammenarbeit mit Regisseur Bertrand Tavernier. Zu ihren gemeinsamen Arbeiten zählen unter anderem auch Der Richter und der Mörder (1976), Der Saustall (1979), Das Leben und nichts anderes (1989) sowie D’Artagnans Tochter (1994), in denen Philippe Noiret jeweils eine Hauptrolle spielte. Mit Taverniers Die Passion der Beatrice gewann Moreau 1987 einen César in der Kategorie Beste Kostüme. Über die Jahre war Moreau auch für Regisseure wie Philippe de Broca, Claude Berri, Alain Resnais und Henri Verneuil tätig. Bei ihrem letzten Film, dem Kriegsfilm Hauptmann Conan und die Wölfe des Krieges aus dem Jahr 1996, für den sie eine César-Nominierung erhielt, war erneut Tavernier für die Regie zuständig.
Mit Bernard Evein, den sie 1963 geheiratet hatte und der 2006 verstarb, hat sie zwei Töchter, Agnès, die ebenfalls Kostümbildnerin ist, und Sophie.

## Filmografie (Auswahl)
- 1954: Ali Baba (Ali Baba et les quarante voleurs)
- 1956: Der große Verführer (Don Juan)
- 1961: Eine Frau ist eine Frau (Une femme est une femme)
- 1964: Die Regenschirme von Cherbourg (Les parapluies de Cherbourg)
- 1964: Leih mir deinen Mann (Good Neighbor Sam)
- 1965: Ganoven rechnen ab (La métamorphose des cloportes)
- 1965: Die tollen Abenteuer des Monsieur L. (Les tribulations d’un Chinois en Chine)
- 1967: Die Mädchen von Rochefort (Les demoiselles de Rochefort)
- 1971: Die Steppenreiter (The Horsemen)
- 1972: Sex-shop (Le sex shop)
- 1972: Der Mann aus Marseille (La Scoumoune)
- 1973: Le Train – Nur ein Hauch von Glück (Le train)
- 1974: Stavisky
- 1975: Wenn das Fest beginnt … (Que la fête commence …)
- 1976: Der Richter und der Mörder (Le juge et l’assassin)
- 1976: Der Körper meines Feindes (Le corps de mon ennemi)
- 1978: Anklage: Mord (L’amour en question)
- 1979: Lady Oscar
- 1979: Der Saustall (Coup de torchon)
- 1982: Tausend Milliarden Dollar (Mille milliards de dollars)
- 1986: Um Mitternacht (’Round Midnight)
- 1987: Die Passion der Beatrice (La passion Béatrice)
- 1989: Das Leben und nichts anderes (La vie et rien d’autre)
- 1990: Phantom der Oper (The Phantom of the Opera) (TV-Film)
- 1992: Auf offener Straße (L.627)
- 1994: D’Artagnans Tochter (La fille de d’Artagnan)
- 1996: Hauptmann Conan und die Wölfe des Krieges (Capitaine Conan)

## Auszeichnungen
- 1988: César in der Kategorie Beste Kostüme für Die Passion der Beatrice
- 1990: Nominierung für den César in der Kategorie Beste Kostüme für Das Leben und nichts anderes
- 1990: Nominierung für den Emmy in der Kategorie Beste Kostüme einer Miniserie oder eines TV-Specials für Phantom der Oper
- 1997: Nominierung für den César in der Kategorie Beste Kostüme zusammen mit Agnès Evein für Hauptmann Conan und die Wölfe des Krieges